# Monnina smithii
Monnina smithii är en jungfrulinsväxtart som beskrevs av Chod.. Monnina smithii ingår i släktet Monnina och familjen jungfrulinsväxter. Inga underarter finns listade i Catalogue of Life.